# 常翔学園中学校・高等学校
常翔学園中学校・高等学校（じょうしょうがくえんちゅうがっこう・こうとうがっこう、英: Josho Gakuen Junior and Senior High School）は、大阪府大阪市旭区にある私立の中学校・高等学校。大阪工業大学など運営の学校法人常翔学園の設置校で、平成中期2008年に校名を「大阪工業大学高等学校」から改称した。大工大高校の時代から高校ラグビー全国大会5回制覇し、啓光学園高校に次ぐラグビーの名門として知られるマンモス校。

## 概要
校地は大阪工業大学の大宮キャンパスの一角で、大阪市営住宅と大阪府立思斉支援学校に対面し、淀川の堤防と阪神高速12号守口線に挟まれた場所にある。
1948年（昭和23年）、工業高校の「摂南学園高等学校」として開校（機械科、電気科、建築科、土木科を設置）した。翌1949年に普通科を併設し、1950年に「大阪工業大学高等学校」に改称した。
改称から半世紀の2005年（平成17年）3月、原点である工業科は、最後の卒業生をもって廃止された。2年後の2007年5月2日、学校名を「常翔学園高等学校」への改称を発表。普通科のみの編成となり工業分野以外への進路に対応できるコース制になったことなどを理由に挙げており、常翔という語について「常に天翔（あまかけ）るもの」であり、いつもかわらず天空を飛翔する意味としている。
2011年度に「常翔学園中学校」を併設し、中高一貫教育を実施。また、学園内3大学（大阪工業大学、摂南大学、広島国際大学）への進学を「年150人以上を目標」として学校間連携も強化している（2020年度の場合1学年615人）

### 名門ラグビー啓光学園を吸収
大工大高校ラグビー部の長年のライバルだった啓光学園高校が、運営法人の合併に伴い同じ学校法人常翔学園の設置校の常翔啓光学園高等学校となった。
啓光学園ラグビー部は、ユニフォームの青色から「ロイヤルブルー軍団」と呼ばれ、全国高校ラグビー7回も制覇した名門。俳優の高橋光臣が在学中の全盛期に部員120人も抱えていたが、常翔学園の傘下で進学校へ転換を図る経営方針となり、ラグビー推薦入学やスポーツクラスを廃止され入部者も激減。2019年（令和元年）現在、ラグビー部員は10分の1（1年生と2年生6人ずつの計12人）となり、常翔啓光ロイヤルブルーは絶滅の危機に瀕している。
一方、常翔学園高ラグビー部は部員数95名となっている（2020年5月現在）。

### 教育方針
学園の始まりが建築や土木関係の技術者を育成する目的だったため、学園全体の教育理念は「現場で活躍できる人材の育成」である。これに基づき、常翔学園高校でも「教育の理念」及び「教育の方針」を定めている。
教育の方針
1. 正しい判断力を持ち、自ら行動できる人材を育てる。
2. 生徒と教員の信頼関係を築くことで、個々の可能性を引き出し、その能力を最大限に発揮させる。
3. 生徒にとって、わかる授業・楽しい授業・ためになる授業を追求する。
4. 基礎学力の定着をはかり、進学先の専門教育に対応できる能力を育成する。
5. 就業体験、大学試験、授業などを通じて職業観を育成する。
6. 目的意識を持って進学先を主体的に選択する能力を育成する。
7. 学校行事、課外活動を通じて健全な心身と社会性を育てる。

教育の理念
- 「自己・自律」の精神と幅広い「職業観」を養い、目的意識を持った進学の実現により、将来、実社会で活躍できる人材を育成する。

## 沿革
前身は1933年（昭和8年）3月3日に設置（文部省告示第68号で認可）され、4月に開校した実業学校「関西工業学校」（第一本科＝5年制。第二本科＝4年制）と、1942年開設の「摂南重機工業学校」（1944年「摂南工業学校」に改称）。
運営法人は、1926年（大正15年）に設立された「財団法人関西工学」。関西工学は、ほかにも1940年（昭和16年）開設の実業専門学校「関西高等工業学校」（1942年に摂南高等工業学校、1944年に摂南工業専門学校に改称。現・大阪工業大学の母体）と、「摂南重機工業学校」を運営していた（1944年に摂南工業学校に改称）。
太平洋戦争後の1947年、法人名を「財団法人摂南学園」と改称。翌1948年、関西工業学校と摂南工業学校を統廃合し、学制改革による新制の高校「摂南学園高等学校」が設立された。1950年、法人名の再改称に合わせ校名も「大阪工業大学高等学校」に改称。2008年（平成20年）、同じく法人名の再々改称に合わせ「常翔学園高等学校」に再改称されている。

### 年表
- 1948年（昭和23年） - 4月1日、戦後の学制改革に基づく新制の高等学校「摂南学園高等学校」設置認可（機械科、電気科、建築科、土木科を設置）。新制の中学校「摂南学園中学校」も開設（のちの大阪工業大学中学校）
- 1949年 - 摂南学園高校に普通科を設置。高校の運営法人名を「財団法人大阪工業大学」と改称
- 1950年 - 法人名に合わせ、学校名を「大阪工業大学高等学校」に改称
- 1951年 - 法人を「学校法人大阪工業大学」に改組（摂南工業学校を廃止）
- 1963年 - 高校に自動車科を設置
- 1972年 - 男女共学化
- 1979年 - 大阪工業大学中学校を廃止
- 1987年 - 法人名を「学校法人大阪工大摂南大学」と改称
- 2001年（平成13年） - 工業科を改編（自動車科と電気科を機械科へ、土木科を建築科へ統合）
- 2002年 - 学校週5日制、2学期制（前期後期制）を実施
- 2003年 - 工業科を募集停止。普通科を5コースに改編（情報系進学コース、薬学・医療系進学コース、特進コース、普通コース、総合コース）
- 2006年 - 工業科を廃止
- 2007年 - 「啓光学園中学校・高等学校」を運営の「学校法人啓光学園」と、学校法人常翔学園が連携協定を締結（この年、学校法人啓光学園は学校法人常翔啓光学園と改称）
- 2008年 - 法人名を「学校法人常翔学園」と改称。校名も「常翔学園高等学校」に改称
- 2009年 - 普通科を4コースに改編（スーパーコース、特進コース、薬学・医療系進学コース、文理進学コース）
- 2011年 - 3月30日、「常翔学園中学校」設置認可。4月1日、開校
- 2013年 - 学校法人常翔学園が、学校法人常翔啓光学園と合併

## 基礎データ

### 生徒数
在校生徒数は、高校3学年で計1,806名 (男子1,254名、女子552名。2020年〈令和2年〉5月1日現在）。
なお2020年度の入学試験は、高校の募集人員480名に対し、志望者1,170名（専願381名、併願789名）で合格者1,156名（専願369名、併願787名）、うち実際の入学者521名（専願381名、併願140名）。
中学校は募集人員105名に対し、志願者646名。受験者591名で合格者447名、うち実際の入学者146名だった。

### 諸費用
学費など諸費用は、初年度で高校148万円、中学校134万円。これ以外に教育強化費など必要（2020年度の実績）。

### 交通アクセス
- 千林大宮駅から北へ約1km（徒歩で約13分）または太子橋今市駅から西へ約800m（徒歩で約10分）
- 千林駅または滝井駅からから北西へ約1.5km（徒歩で約18分）
- 城北公園通駅から北西へ約2km（徒歩で約25分）

### 校章
校章は、生徒・保護者・卒業生・教職員が一体となり、翼となって、同じ目標、同じ未来へ飛翔していく姿を表している。

### 校歌
校歌は、2008年3月まで「大阪工業大学高等学校校歌」と「大阪工業大学高等学校第二校歌」の2種類があった。このうち「大阪工業大学高等学校第二校歌」の一部のメロディと歌詞を変えたものが、現「常翔学園高等学校校歌」になっている。

## 授業
高校
1学年615人（15クラス、内部進学3クラス）
- スーパーコース（2021年度の募集人員1クラス40人[12]） - 難関国公立大学を目指す。授業数は週38～39時間と予備校講師による週2時間[15]。
- 特進コース（4クラス160人）- 2年生から、Aクラスはスーパーコースと同じ授業数と、Bクラスは関関同立などの私立大学を目指す。授業数は週35～37時間と、予備校講師による週1時間。
- 薬学・医療系進学コース（1クラス40人）
- 文理進学コース（6クラス240人） - クラブ活動と両立し、学園内大学を中心に確実な大学進学を目指す[16]。

中学校
1学年105人程度（コースI類とII類の合計、2021年度の募集人員の場合）
- I類 - 「先取り学習」を行うことで、高校3年生では演習を中心に取り組み難関国公立大学進学を目指す
- II類 - 繰り返し重視、基礎学力を確実に定着[17]

### 部活動
- ラグビー部 - 関西工学校時代の1937年2月24日に、大阪府の旧制中等学校（現在の高等学校に相当）で10校目のラグビー部として創部[18]。冬の花園及び春の選抜に多数出場した名門クラブ活動[2]。全国優勝は15人制で計6回（選手権5回[注釈 1] ・選抜1回[注釈 2]）と7人制で2回[注釈 3]。
2015年度の主将は2013年、1年時の夏合宿の練習中の事故で頸椎が損傷する事故を負った。首から下が麻痺する重症を負い、車いす生活となった。2015年当時、両腕が徐徐に動かせるところまで回復していた[2]。

#### 不祥事
ラグビー部の男子部員3名が2022年7月に、合宿先の脱衣場で着替えをしていた女性（ラグビー部マネージャー）を、スマートフォンで盗撮していたことが、同年9月に発覚。該当の生徒は被害者の女性に謝罪し、8月に自主退学。また、事件の責任を取る形で、野上友一監督が辞任した。しかし退任は形だけで、練習などで今尚指導している。

## 高校関係者組織
- 常翔学園中学校・高等学校校友会 - 校友会（同窓会）

## 著名な出身者

### スポーツ

#### ラグビー
- 赤木基浩
- 赤塚隆
- 麻田一平
- 天野豪紀
- 石田吉平
- 泉敬
- 一本杉仁志
- 伊藤宏明
- 岩本総司
- 射場大輔
- 植木悠治
- 衞藤陽介
- 圓生正義
- 岡田一平
- 大嶌一平
- 大西一平
- 大橋晋
- 大橋由和
- 岡野喬吾
- 桶谷宗汰
- 海士広大
- 勝木来幸
- 加藤慶子
- 金澤良
- 神鳥裕之
- 川井太貴
- 川口勉
- 河村謙尚
- 神田佑樹
- 河瀬泰治
- 木戸大士郎
- 佐々木周平
- 重一生
- 下平凌也
- 杉本剛章
- 杉本晃一
- 杉本博昭
- 杉本昌秀
- 髙井翔太
- 高橋汰地
- 田中健太
- 玉永仁一郎
- 為房慶次朗
- 辻惇朗
- 天満太進
- 土井暉仁
- 友永恭平
- 中濱寛造
- 野上友一
- 橋野皓介
- 弘津英司
- ファイアラガ望サムエル
- 藤田剛
- 文原俊和
- 松井謙斗
- 松井千士
- 松田一真
- 松原裕司
- 水間良武
- 宮本勝文
- 元木由記雄
- 森田恭平
- 安田司
- 山川一瑳
- 山口達也
- 山田有樹
- 山下祐史
- 山本敦輝
- 山本貫太
- 吉本匠
- 吉本匠希

#### 柔道
- 伊部尚子
- 薪谷翠
- 牧志津香

#### 諸分野
- 永易将之 - 野球
- 奥本友人 - バスケットボール
- 安藤健太 - トライアスロン

### 芸能
- 飯沼慧 - 俳優
- 川岡大次郎 - 俳優
- 近藤頌利 - 俳優
- 瀬戸わんや - 「獅子てんや・瀬戸わんや」
- 西川のりお -「西川のりお・上方よしお」
- 西崎ゴウシ伝説 - 「カルメラ」
- 松本秀樹 - タレント
- 吉水孝宏 - 声優
- 石倉三郎 　※中退
- 加橋かつみ - ミュージシャン（京都府立山城高等学校に転校）

### その他
- 守島正 - 政治家
- 三池崇史 - 映画監督
- 籠池佳茂
- 平岡清司 - 政治家
- 松井一郎 - 政治家※退学